# GLPK
GLPK (GNU Linear Programming Kit) è una libreria software scritta in ANSI C ed è utilizzabile per risolvere problemi di programmazione lineare sia continui (LP) che misto interi (MILP).

## Caratteristiche
La libreria implementa l'algoritmo del simplesso e un metodo a punto interno (Interior point method) per la soluzione di problemi lineari. Per la soluzione di problemi interi e misto interi viene utilizzato il metodo del branch and bound.
Il codice sorgente è sviluppato da ricercatori russi. La libreria è software libero, parte del progetto GNU.